# Vol Swiss International Air Lines 850
Le vol Swiss International Air Lines 850 est un vol international régulier reliant Bâle, en Suisse, à Hambourg, en Allemagne. Le 10 juillet 2002, le Saab 2000 assurant la liaison ne pu atterrir à l'aéroport international de Fuhlsbüttel, en raison des mauvaises conditions météorologiques. Après plusieurs tentatives d'atterrissage dans les aéroports à proximité, les pilotes se décident à atterrir à Werneuchen. 
Lors de l'atterrissage, l'avion heurte un talus en terre qui arrache les trois jambes du train d'atterrissage et s'immobilise sur le ventre avec un moteur en feu. L'un des seize passagers est légèrement blessé. L'avion, gravement endommagé, est radié après l'accident.
L'enquête menée par le Bureau fédéral allemand d'enquête sur les accidents d'aviation (BFU) dure plus de huit ans et soulève un certain nombre de problèmes, notamment une mauvaise gestion des ressources de l'équipage (CRM), des informations insuffisantes transmises à l'équipage sur les conditions météorologiques et un marquage de piste défectueux à l'aérodrome de Werneuchen, où la piste a été réduite de 7 900 pieds (2 400 m) à 4 900 pieds (1 500 m), mais le marquage sur la piste n'a pas été modifié en conséquence.

## Avion
L'appareil impliqué est un Saab 2000, immatriculé HB-IZY et a effectué son premier vol le 30 avril 1997 pour la compagnie suisse Crossair. Au moment de l'accident, il a effectué 12 303 heures de vol et 12 069 cycles de vol (décollage/atterrissage).

## Accident
Le vol 850 a décollé de Bâle à 17h55, soit dix minutes après son heure de départ prévue. Le vol n'a pas pu atterrir à Hambourg en raison des conditions météo défavorables dues à l'approche d'une tempête. Les tentatives ultérieures d'atterrissage à Brême, à Hanovre et à Berlin ont également dû être interrompues en raison des conditions météorologiques défavorables dans la région. 
L'équipage a ensuite effectué une approche vers Eberswalde près de Berlin, mais l'a dépassé et, comme le carburant restant approchait de la réserve minimale, l'équipage a demandé au contrôle aérien de lui fournir d'urgence un aéroport de dégagement ouvert. 
Ils ont ensuite été dirigés vers l'aérodrome de Werneuchen, un ancien aérodrome militaire à environ 60 km au nord-est de Berlin. La piste non éclairée à Werneuchen a une longueur de 2 400 m, mais ne dispose pas d'un système d'aide pour l'approche. 
Le contrôle aérien avertit l'équipage de la présence d'un obstacle sur la piste, un remblai en terre d'un mètre de haut posé en travers de la piste, quelque 900 m au-delà du seuil de piste, afin d'empêcher les courses de voitures illégales sur la piste. La piste restante était encore utilisée pour les vols d'aviation générale. 
L'équipage n'a pas remarqué l'obstacle et l'appareil a atterri quelque 300 m après le seuil de piste. L'avion est entré en collision avec le remblai, provoquant le cisaillement du train d'atterrissage et l'avion s'est immobilisé sur le ventre. L'alarme incendie du moteur bâbord s'est déclenchée et l'équipage a effectué des exercices d'incendie sur les deux moteurs. Seule une passagère s'est légèrement blessée à la jambe lors du crash.

## Enquête
Le Bureau fédéral allemand d'enquête sur les accidents d'aviation (BFU) a ouvert une enquête sur l'accident. Il a conclu qu'une combinaison de plusieurs facteurs ont causé l'accident du vol 850. 
Si l'équipage avait reçu les données météorologiques adéquates, le BFU considère qu'il est probable que l'équipage se serait rendu compte que les orages n'étaient pas isolés, mais faisaient partie d'un système, et aurait donc pris des décisions différentes de celles qu'ils ont prises.
La décision d'interrompre l'approche sur Fuhlsbüttel a été soutenue par le BFU, mais pas la décision de se dérouter vers Hanovre. La décision de se dérouter vers Tegel a été soutenue par le BFU, sur la base des informations incorrectes, données à l'équipage, des différents rapports météo. 
À l'approche de Werneuchen, le contrôleur aérien n'a pas utilisé la terminologie correcte pour cette phase du vol. Il a également constaté que les marques de piste à Werneuchen n'étaient pas conformes à la norme requise, n'indiquant pas clairement quelle section de la piste était utilisable.